# Il paese della vergogna
Il paese della vergogna è un album del gruppo musicale rock italiano dei Gang e del giornalista Daniele Biacchessi. Il disco registra uno spettacolo teatrale in cui si intersecano canzoni dei Gang e quadri recitati da Daniele Biacchessi e accompagnati musicalmente dai Gang. Il filo conduttore sono le storie d'Italia. Registrato e mixato negli UNDAtheC Studios di Macerata da Simone Cicconi.

## Tracce

### CD 1
1. Lo avrai Camerata Kesselring (Piero Calamandrei)
2. 4 maggio 1944 (Marino Severini – Sandro Severini)
3. Sant’Anna di Stazzema (Daniele Biacchessi)
4. La pianura dei 7 fratelli (Marino Severini – Sandro Severini)
5. Marzabotto (Daniele Biacchessi)
6. Dante Di Nanni (Tommaso Leddi)
7. L'armadio della vergogna (Daniele Biacchessi)
8. Eurialo e Niso (Marino Severini – Sandro Severini)

### CD 2
1. Ti ricordi il 1969 (Daniele Biacchessi)
2. Sesto San Giovanni (Marino Severini – Sandro Severini)
3. Piazza Fontana (Daniele Biacchessi)
4. Perché Fausto e Iaio (Marino Severini – Sandro Severini)
5. Firenze via dei Georgofili (Raja Marazzini)
6. Ricordo d'autunno (Gandolfo Schimmenti – Marino Severini)
7. Quel giorno a Cinisi (Daniele Biacchessi)
8. Capaci e via D'Amelio (Daniele Biacchessi)
9. Via Italia (Marino Severini – Sandro Severini)
10. Le radici e le ali (Marino Severini – Sandro Severini)

## Componenti
- Daniele Biacchessi - Voce narrante
- Marino Severini (Gang) - Voce, chitarra
- Sandro Severini (Gang) - Chitarra solista